# Nicole Vaidišová
Nicole Vaidišová, née le 23 avril 1989 à Nuremberg (Allemagne), est une joueuse de tennis tchèque, nièce de l'ancien joueur Daniel Vacek.
Après un retrait en 2010, elle amorce quatre ans plus tard un retour à la compétition au tournoi de Miami. Toutefois, elle annonce la retraite définitivement en juillet 2016, en raison de nombreuses blessures subies durant les deux dernières années.

## Biographie
Nicole Vaidišová a découvert le tennis en Allemagne à l'âge de six ans grâce à sa mère qui l'a inscrite à plusieurs activités sportives afin de canaliser son énergie.
Elle repartit ensuite vivre en Tchécoslovaquie, puis développa son jeu à l'Académie Bollettieri en Floride. Plus jeune vainqueur de l'Orange Bowl en 2003, elle passe professionnelle en 2004. Elle a commencé à construire son palmarès cette même année lorsqu'elle a remporté son premier titre à Vancouver en sortant des qualifications à l'âge de 15 ans.

### Description de son jeu

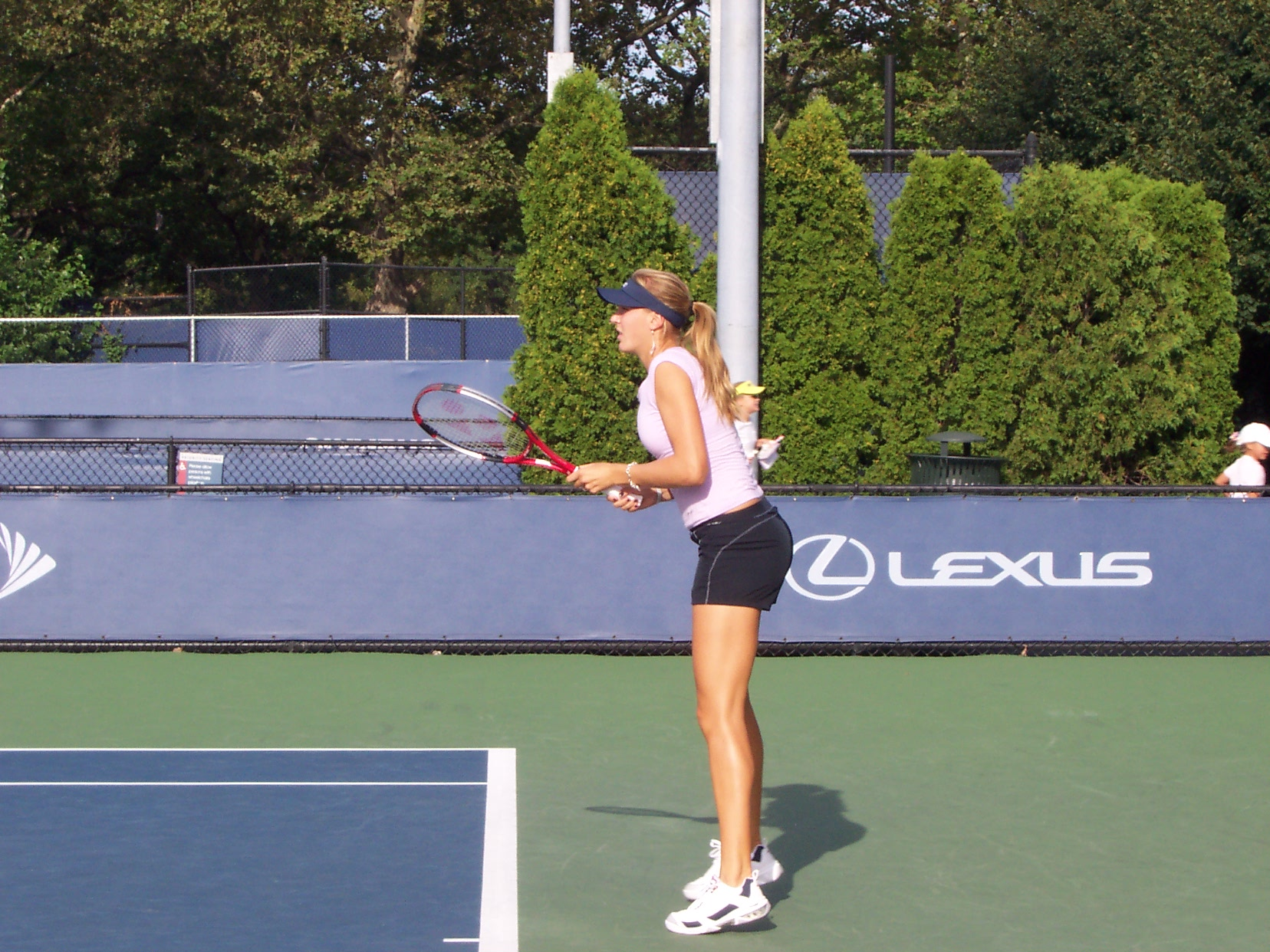
À l'US Open 2006.

Droitière avec un revers à deux mains, Nicole Vaidišová possède un jeu similaire à celui de Maria Sharapova, populaire sur le circuit féminin dans les années 2000, avec des frappes lourdes et précises pour mettre son adversaire en difficulté. Excellente en coup droit, sa meilleure arme est son service, qui peut atteindre 180 km/h et lui permettre ensuite de remporter des échanges en quelques coups de raquette. Peu aventureuse au filet, la Tchèque possède un jeu adapté à toutes les surfaces, en particulier le dur.

### Année 2005
Nicole Vaidišová attaque l'année 2005 avec pour ambition de venir titiller le haut du classement. Au début de cette année, la Tchèque est encore très loin des meilleures (77e mondiale). Mais à 15 ans, Nicole a déjà remporté deux tournois, Vancouver et Tachkent en 2004.
L'élève de Bollettieri commence par le tournoi d'Hobart pour se mettre en jambes. Elle gagne ses deux premiers matchs en trois sets battant Dinara Safina au deuxième tour. Nicole arrive en quarts mais elle est battue par sa compatriote Iveta Benešová en trois sets 2-6, 6-4, 6-4.
La jeune joueuse accède directement au tableau final de l'Open d'Australie. Elle accède au troisième tour où elle est battue par la no 1 mondiale Lindsay Davenport en deux sets secs 6-2, 6-4. Ainsi se termine l'aventure australienne de Nicole.
La joueuse tchèque s'inscrira au tournoi de Memphis où elle atteindra les demi-finales, battue par l'Américaine Meghann Shaughnessy en deux sets 7-6, 7-6. Nicole attendra un peu avant de rejouer à Indian Wells où elle passera deux tours avant d'être éliminée au troisième tour par la Française Mary Pierce 6-4, 6-4. La semaine suivante, au tournoi de Miami, elle ira aussi jusqu'au troisième tour, mais elle sera battue par Ana Ivanović en deux sets 6-2, 7-6.
Nicole jouera aussi à Charleston où elle connaîtra sa première victoire face à Anastasia Myskina au deuxième tour (6-3, 5-7, 6-4). Nicole sera battue en quarts par la Suissesse Patty Schnyder 6-3, 6-2.
La native de Nuremberg en Allemagne observera un temps de repos avant de revenir au tournoi d'Istanbul où elle ira jusqu'en finale. Elle ne gagnera cependant pas le titre puisqu'elle sera battue par l'Américaine Venus Williams 6-3, 6-2.
La Tchèque arrive à Roland-Garros avec beaucoup d'espoir au vu de ses performances. Au premier tour, elle bat sa compatriote Lucie Šafářová en trois sets 4-6, 6-0 ,6-4. Le deuxième tour ne lui sera pas favorable puisqu'elle sera battue par une experte de la terre battue Francesca Schiavone en deux sets 6-2, 7-6.
C'est alors que commence la saison sur herbe. Ces deux tournois de préparation à Wimbledon ne seront pas très fructueux puisqu'elle sera battue au deuxième tour de Birmingham par Eléni Daniilídou (6-4, 6-2) et au premier tour du tournoi d'Eastbourne par Vera Zvonareva (6-3, 6-2).
Elle arrive donc à Wimbledon sans grosses références. Elle gagne ses deux premiers tours sans briller, puis elle passe près de la victoire face à Svetlana Kuznetsova, mais elle échoue au moment de conclure, laissant la Russe remporter une victoire en trois sets, 7-5, 6-7, 6-2.
Après cela, Nicole attendra le tournoi de Toronto pour rejouer. La jeune Tchèque expédiera ses adversaires jusqu'en quart de finale où elle sera battue par l'une des revenantes du circuit de cette année 2005, Justine Henin-Hardenne. La Belge la battra après un match disputé en deux sets 7-5, 7-6.
La jeune joueuse ira directement à l'US Open, dernière levée du Grand Chelem de l'année. Nicole expédiera là encore ses adversaires des premiers tours. Elle accède pour la première fois aux huitièmes de finale d'un tournoi du Grand Chelem. Son parcours s'arrêtera à ce stade puisqu'elle sera battue par la russe Nadia Petrova après un match serré 7-6, 7-5.
Il s'ensuit alors une excellente fin d'année pour elle puisque Nicole remportera trois tournois consécutifs. Tout d'abord, à Séoul, elle remporte le 3e titre de sa carrière en battant en finale Jelena Janković en deux sets 7-5, 6-3 et aura le mérite de n'avoir cédé aucun set pendant le tournoi. La semaine suivante, elle glane le 4e titre de sa jeune carrière face à Tatiana Golovin qui a dû abandonner alors qu'elle était menée 7-6, 3-2. À Bangkok, la jeune Tchèque remporte le 5e tournoi de sa carrière après avoir battu au terme d'un match âprement disputé Nadia Petrova en trois sets 6-1, 6-7, 7-5. La Tchèque attaque son dernier tournoi de l'année à Philadelphie où elle ira jusqu'en demi-finale, se faisant éliminer par la Française Amélie Mauresmo en deux sets serrés 7-5, 7-5.
À la fin de l'année 2005, Nicole pointe à la 15e place mondiale et a 5 titres à son compteur à seulement 16 ans. Avec ses performances, le tennis commence à retenir son nom.

### Année 2006

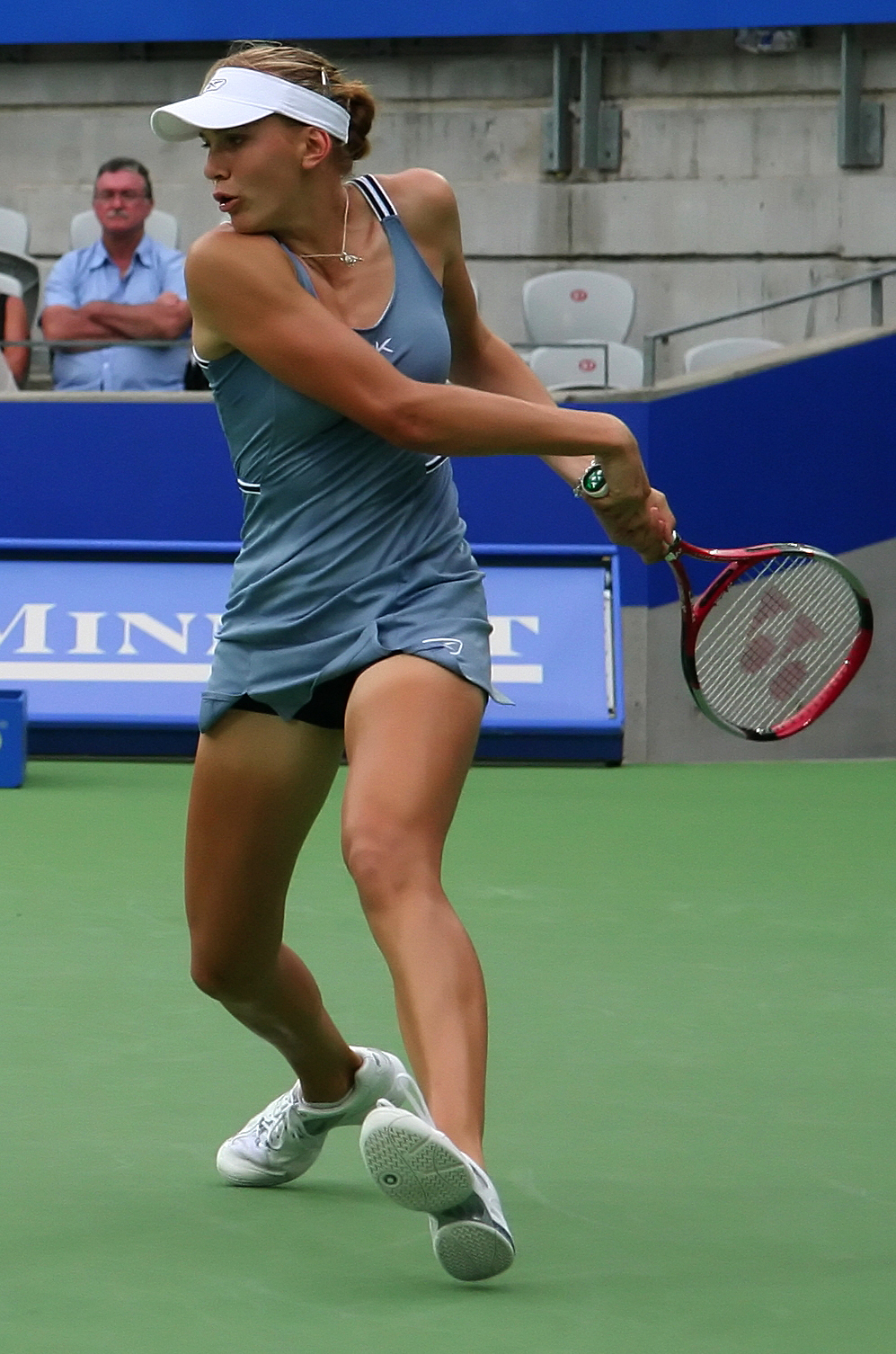
Au Medibank International 2006

Nicole Vaidišová attaque sa saison par le tournoi de Sydney. Elle commence bien en atteignant les demi-finales où elle sera battue par Francesca Schiavone 6/4, 6/3. Avec une telle performance, Nicole arrive à l'Open d'Australie avec beaucoup de confiance. Cette confiance se ressent dès ses premiers matchs car elle écrasera ses adversaires des premiers tours notamment face à Anna Chakvetadze et à Flavia Pennetta. La Tchèque atteint donc les huitièmes de finale de cet Open d'Australie pour la première fois et elle doit y affronter la Française Amélie Mauresmo. L'aventure s'arrêtera là pour Nicole qui se fera éliminer par la Française en 47 minutes et deux petits sets, 6/1, 6/1.
Après cette défaite, Nicole traversera une longue période sans résultats concluants. En effet, à part un quart de finale à Tokyo où elle est battue par Elena Dementieva 3/6, 6/2, 6/1, elle n'arrivera plus à passer trois tours dans un tournoi, que ce soit à Memphis, Amelia Island, Charlestion ou encore Rome sur terre battue (battue ici au deuxième tour par la revenante Martina Hingis 7/5, 6/3).
Nicole Vaidišová s'inscrira au tournoi de Strasbourg dans l'espoir de retrouver ses sensations et remportera le tournoi en battant en finale Peng Shuai en deux sets 7/6, 6/3. Cela lui permettra d'accumuler un peu de confiance en vue de l'échéance de la saison sur terre battue : Roland Garros.
Vaidišová passera les deux premiers tours très facilement face à des joueuses très modestes. Le troisième tour sera plus ardu pour Nicole face à Aravane Rezaï. Elle emporte la partie 6/1 6/7 6/0 malgré un gros passage à vide alors qu'elle menait 5/3 balle de match au second set. Nicole égale sa meilleure performance en Grand Chelem mais espère cette fois aller plus loin. La tâche s'annonce pourtant difficile car elle doit affronter Amélie Mauresmo qui est devenue no 1 mondiale. Pourtant, alors que Nicole semble se diriger vers une nouvelle défaite après la perte du premier set, elle relâche ses coups et crée l'exploit de s'imposer face à Amélie Mauresmo en trois sets 6/7, 6/1, 6/2. Nicole Vaidisova se qualifie pour les quarts de finale où elle doit affronter l'Américaine Venus Williams. Nicole Vaidišová parvient de nouveau à remonter un déficit d'un set pour aller s'imposer en trois sets 6/7, 6/1, 6/3. Pour la première fois, Nicole Vaidišová se qualifie pour les demi-finales d'un tournoi du Grand Chelem. C'est à ce stade que s'arrête ses victoires : opposée à la russe Svetlana Kuznetsova, elle connait à nouveau un passage à vide qui permit à la Russe de revenir. La Tchèque perdra finalement 5/7, 7/6, 6/2. C'est une cruelle désillusion pour Nicole Vaidišová[pertinence contestée].
La Tchèque ira ensuite directement jouer à Wimbledon. Avec des premiers matchs plus ou moins accrochés elle arrive en huitièmes de finale où elle se fait surprendre par la chinoise Li Na puisqu'elle sera battue en trois sets 4/6, 6/1, 6/3.
À l'attaque de la saison américaine, Nicole se rendra à Stanford, où elle ira jusqu'en demi-finale, battue par la Belge Kim Clijsters (7/5,6/2). La semaine suivante, à San Diego, la jeune joueuse tchèque ira là encore jusqu'en demi-finales mais sera de nouveau battue par Kim Clijsters (6/2,7/6). À Toronto, afin de se préserver pour l'US Open, Nicole renonce à disputer son huitième de finale face à Nicole Pratt. Vaidišová arrive alors à l'US Open. Elle passera facilement le premier tour aux dépens de Chanda Rubin, ex-no 6 mondiale, mais elle s'en sortira finalement en trois sets 6/2,3/6,6/3. L'US Open s'arrêtera rapidement pour elle puisqu'elle sera ensuite éliminée par la serbe Jelena Janković en trois sets 5/7,6/3,6/2.
La fin de saison sera en demi teinte pour Nicole Vaidišová. En effet, à Pékin, la Tchèque est éliminée dès le deuxième tour par la japonaise Ai Sugiyama en trois sets 6/4,1/6,6/3. Quelques semaines plus tard, Vaidisova atteint les demi-finales du tournoi de Moscou en battant au passage Amélie Mauresmo (1/6,7/5,7/6). En demi-finale, Nicole est éliminée par la russe Nadia Petrova 6/0,4/6,7/6. La semaine suivante, elle est sèchement éliminée au premier tour du tournoi de Zurich 6/2,6/0 par la Française Tatiana Golovin. À Linz, la Tchèque conclut sa saison par une demi-finale où elle sera battue par Nadia Petrova en deux sets secs 6/1,6/2.
Nicole termine sa saison à la 10e place mondiale après avoir atteint son meilleur classement (9e mondiale) en août. Elle n'a remporté qu'un titre, mais ses performances lors de tournois importants lui ont permis de se hisser dans le top 10. Après une superbe saison 2006, Nicole va devoir confirmer les espoirs placés en elle en 2007.

### Année 2007
Nicole participe aux Internationaux de Sydney en préparation de l'Open d'Australie. Elle y fait un beau parcours en éliminant successivement Daniela Hantuchová (6/1 6/4), Yuliana Fedak (6-3 6-1) et Ana Ivanović (6/4 6/2) avant de s'incliner 6/4,4/6,6/4 face à Jelena Janković.
À l'Open d'Australie, elle réalise un excellent parcours avant de tomber en 1/2 finale face à la revenante et future gagnante Serena Williams après avoir aligné de belles victoires notamment contre Elena Dementieva en huitièmes sur le score de 6/3 6/3. En quarts, elle sort Lucie Šafářová 6/1 6/4 avant de s'incliner devant Serena Williams sur le score de 7/6 6/4. C'est son service qui lui aura manqué, son point fort dans les tours précédents. À l'issue de ce premier Grand Chelem de l'année, Nicole revient à la 9e place au classement WTA.
À l'Open Gaz de France à Paris, la Tchèque sera battue par sa compatriote Lucie Šafářová en deux sets secs 6/4,6/2 au deuxième tour.
Elle reprend aux États-Unis à Indian Wells où elle va jusqu'en quarts de finale, éliminée par Svetlana Kuznetsova 4/6,6/3,6/4 au terme d'un match disputé. À Miami, Nicole s'arrête au même stade des quarts de finale, battue cette fois-ci par l'Américaine Serena Williams en deux petits sets 6/1,6/4.
La joueuse commence alors sa saison sur terre battue au tournoi de Charleston où elle est désignée pour la deuxième fois de sa carrière tète de série no 1 après le tournoi de Memphis en 2006. Comme à ce tournoi, Nicole chute dès son premier match face à Michaëlla Krajicek en 3 sets 4/6,6/4,6/3.
La jeune joueuse tchèque effacera cette contre-performance en permettant à son pays de disputer les barrages pour aller dans le groupe mondial en disposant lors de ses deux simples de Dominika Cibulková 3/6,6/4,7/5 et de Daniela Hantuchová 6/2,6/7,6/3.
Nicole Vaidisova doit déclarer forfait au tournoi de Berlin, qu'elle affectionne particulièrement car elle est née en Allemagne et au tournoi de Rome la semaine suivante. La Tchèque évoque une blessure à la main qui l'empêche de jouer.
Cette blessure l'empêche aussi de défendre son titre au tournoi de Strasbourg et elle s'aligne donc sans beaucoup de préparation à Roland Garros où la Tchèque à une demi-finale à défendre.
À Roland Garros, elle impressionne dès lors des premiers tours face à des joueuses à sa portée. Son parcours s'arrête en quarts de finale battue par la serbe Jelena Janković en 2 sets 6/3,7/5.
La Tchèque commence sa saison sur gazon à Eastbourne pour préparer le tournoi du Grand Chelem de Wimbledon. Elle sera battue en quarts de finale par la tenante du titre et no 1 mondiale Justine Henin en 2 petits sets 6/2,6/2.

À Wimbledon, Nicole passe les 1ers tours assez facilement. En huitièmes de finale, elle réalise l'exploit d'éliminer la tenante du titre française Amélie Mauresmo en 3 sets 7/6,4/6,6/1. Malheureusement pour elle son parcours s'arrête en quarts battue par Ana Ivanović 4/6,6/2,7/5 non sans avoir eu des balles de match ce qui constitue une grosse déception pour elle.
La joueuse jouera alors de malchance puisqu'un mauvais virus l'empêchera de jouer tous les tournois préparatoires à l'US Open. Elle parvient pourtant à se rétablir pour la dernière levée du Grand Chelem où elle ne brillera pas puisqu'elle est sortie dès le 3e tour par l'israélienne Shahar Peer non sans avoir lutté jusqu'au bout. Score final: 6/4,3/6,7/6 pour son adversaire du jour.
Nicole observera une longue période de repos pour reprendre au tournoi de Moscou où elle est battue en quarts de finale par l'américaine Serena Williams en deux sets accrochés 6/4,7/6. Elle continue à Zürich où elle arrive en demi-finale face à la numéro 1 mondiale Justine Henin, après avoir éliminé Jelena Janković en huitième de finale en deux sets 6/4, 6/4.
Elle est proche de l'exploit de battre la belge mais finira par céder en trois sets 3/6, 6/3, 7/5. À Linz, elle atteindra les demi-finales du tournoi où elle est malheureusement éliminée par la slovaque Daniela Hantuchová, particulièrement en forme en cette fin de saison. Elle chutera seulement en 3 sets 2/6,6/2,7/6.
Nicole n'a pas réussi une très bonne saison bien qu'elle ait intégré le Top 10 pendant un moment. Elle n'a malheureusement pas remporté de tournoi et n'a pas réussi à se qualifier pour les Masters de Madrid.

### Année 2008
Nicole Vaidisova commence l'année au tournoi de Gold Coast. Elle est tête de série no 1 mais est sèchement éliminée en quarts de finale par la Chinoise Li Na. À Sydney, elle joue beaucoup mieux en éliminant notamment Daniela Hantuchová et Jelena Janković en quarts, mais n'arrive pas à passer le cap des demis, battue par la Russe Svetlana Kuznetsova.
À l'Open d'Australie, impressionnante lors des trois premiers tours, elle cède contre l'Américaine Serena Williams 6-3 6-4 en huitièmes de finale. Elle remporte ensuite avec l'équipe de Fed Cup la rencontre face à la Slovaquie 3-2 pour gagner le droit de disputer les barrages et entrer dans le groupe mondial.
Nicole reprend au tournoi de Dubaï où elle n'a aucun point à défendre. Après un 1er tour facilement remporté, elle s'incline face à Ana Ivanović en 2 sets 6-4 6-0 au 2e tour. La série noire continue à Indian Wells et à Miami où elle est éliminée dès le 2e tour.
La saison sur terre battue commence à Berlin pour Nicole où elle est éliminée dès son premier match par l'argentine Gisela Dulko 4-6 6-1 6-2. Pas mieux au tournoi de Rome.
À Roland-Garros, elle chute dès le 1er tour face à sa compatriote Iveta Benešová. En 2008, Nicole ne remporte aucun match sur terre battue et commence à descendre dans les profondeurs du classement WTA.
Début de la tournée sur gazon qui n'est pas la surface préférée de Nicole. À Birmingham, exemptée du 1er tour, elle remporte facilement son billet pour les huitièmes de finale en disposant de Nathalie Dechy en 2 sets 6-1 6-3. Après six défaites consécutives, Nicole renoue enfin avec la victoire mais est arrêtée en quart de finale par Bethanie Mattek.
C'est à Wimbledon qu'elle semble enfin renaître et retrouver son tennis après des mois bien difficiles. Après des premiers tours facilement gagnés, elle bat Anna Chakvetadze en 1/8 de finale. Son parcours londonien s'arrête en 1/4 de finale face à la surprenante Zheng Jie.
La jeune Tchèque reprend au tournoi de Los Angeles où elle s'incline lourdement au 2e tour. À l'US Open elle ne passera pas le deuxième tour.

### Année 2009
La saison 2009 est catastrophique. Nicole ne joue que 13 tournois comptant 9 victoires et 13 défaites. À l'exception des tournois d'Indian Wells et Miami au mois de mars où elle accède au troisième tour, ou à Barcelone en avril où elle atteint le second tour, elle est chaque fois éliminée au premier tour notamment lors des trois premiers Grand Chelem face pourtant à des joueuses modestes. Elle ne prend pas part à l'US Open et, en décembre, reprend la compétition dans les tournois ITF. Elle termine l'année à la 188e place mondiale.

### Année 2010: Retrait du circuit WTA
Après deux défaites au premier tour de tournois ITF, Nicole Vaidisova obtient une invitation pour participer au tournoi de Memphis. Elle remporte son premier match sur le circuit WTA depuis juillet et accède au second tour d'un tournoi pour la première fois depuis 10 mois. Vaidisova bat Laura Granville en deux sets : 6-4 6-2. Au second tour Nicole est battue par Kaia Kanepi 4-6 6-1 6-3.
Le 15 mars 2010, des rumeurs concordantes annoncent sa décision de prendre sa retraite à l'âge de seulement 20 ans. Sa décision, confirmée deux jours plus tard, est motivée par ses difficultés à assumer ses derniers résultats, à se motiver à nouveau pour la compétition.

### Année 2014: Retour à la compétition
En septembre 2014, alors âgée de 25 ans, Vaidisova annonce son retour à la compétition après quatre ans d'absence,. Elle obtient en effet une invitation pour participer au tournoi ITF d'Albuquerque (75 000 $). C'est un retour gagnant pour l'ex-numéro 7 du tennis féminin, qui bat au 1er tour la Kazakhe Sesil Karatantcheva (no 191 mondiale, récente quart de finaliste à Québec) par 6-3, 6-4 pour son premier match officiel depuis 2010.

### Année 2016: Retrait définitif
En juillet 2016, alors âgée de 27 ans, Vaidisova annonce sa retraite sportive, en raison des nombreuses blessures subies durant les 2 dernières années.

## Vie privée
Elle a épousé le tennisman et compatriote Radek Štěpánek, avec lequel elle est en couple depuis 2007, le 17 juillet 2010. Le couple annonce leur divorce en juin 2013. Le couple se remarie en 2018.

## Palmarès

### Titres en simple dames
| No | Date       | Nom et lieu du tournoi                     | Catégorie | Dotation  | Surface      | Finaliste        | Score          |          |
| -- | ---------- | ------------------------------------------ | --------- | --------- | ------------ | ---------------- | -------------- | -------- |
| 1  | 09-08-2004 | Odlum Brown Women’s Open, Vancouver        | Tier V    | 110 000 $ | Dur (ext.)   | Laura Granville  | 2-6, 6-4, 6-2  | Parcours |
| 2  | 11-10-2004 | Tashkent Open, Tachkent                    | Tier IV   | 140 000 $ | Dur (ext.)   | Virginie Razzano | 5-7, 6-3, 6-2  | Parcours |
| 3  | 26-09-2005 | Hansol Korea Tennis Championships, Séoul   | Tier IV   | 140 000 $ | Dur (ext.)   | Jelena Janković  | 7-5, 6-3       | Parcours |
| 4  | 03-10-2005 | AIG Japan Open Tennis Championships, Tokyo | Tier III  | 170 000 $ | Dur (ext.)   | Tatiana Golovin  | 7-64, 3-2, ab. | Parcours |
| 5  | 10-10-2005 | PTT Thailand Open, Bangkok                 | Tier III  | 200 000 $ | Dur (ext.)   | Nadia Petrova    | 6-1, 6-75, 7-5 | Parcours |
| 6  | 22-05-2006 | Internationaux de Strasbourg, Strasbourg   | Tier III  | 175 000 $ | Terre (ext.) | Peng Shuai       | 7-67, 6-3      | Parcours |

### Finale en simple dames
| No | Date       | Nom et lieu du tournoi | Catégorie | Dotation  | Surface      | Vainqueure     | Score    |          |
| -- | ---------- | ---------------------- | --------- | --------- | ------------ | -------------- | -------- | -------- |
| 1  | 16-05-2005 | Istanbul Cup, Istanbul | Tier III  | 200 000 $ | Terre (ext.) | Venus Williams | 6-3, 6-2 | Parcours |

## Parcours en Grand Chelem

### En simple dames
| Année | Open d'Australie | Open d'Australie  | Internationaux de France                        | Internationaux de France                     | Wimbledon       | Wimbledon           | US Open                                          | US Open           |
| ----- | ---------------- | ----------------- | ----------------------------------------------- | -------------------------------------------- | --------------- | ------------------- | ------------------------------------------------ | ----------------- |
| 2004  | —                | —                 | Q3 \|\| style="text-align:left" \| Teryn Ashley | Q1 \|\| style="text-align:left" \| Maret Ani | 1er tour (1/64) | Justine Henin       |                                                  |                   |
| 2005  | 3e tour (1/16)   | Lindsay Davenport | 2e tour (1/32)                                  | Francesca Schiavone                          | 3e tour (1/16)  | Svetlana Kuznetsova | 4e tour (1/8)                                    | Nadia Petrova     |
| 2006  | 4e tour (1/8)    | Amélie Mauresmo   | 1/2 finale                                      | Svetlana Kuznetsova                          | 4e tour (1/8)   | Li Na               | 3e tour (1/16)                                   | Jelena Janković   |
| 2007  | 1/2 finale       | Serena Williams   | 1/4 de finale                                   | Jelena Janković                              | 1/4 de finale   | Ana Ivanović        | 3e tour (1/16)                                   | Shahar Peer       |
| 2008  | 4e tour (1/8)    | Serena Williams   | 1er tour (1/64)                                 | Iveta Benešová                               | 1/4 de finale   | Zheng Jie           | 2e tour (1/32)                                   | Séverine Beltrame |
| 2009  | 1er tour (1/64)  | Séverine Beltrame | 1er tour (1/64)                                 | Virginia Ruano                               | 1er tour (1/64) | Rossana de los Ríos | Q1 \|\| style="text-align:left" \| Chan Yung-jan |                   |

À droite du résultat, l’ultime adversaire.

### En double dames
| Année | Open d'Australie               | Open d'Australie          | Internationaux de France      | Internationaux de France | Wimbledon                     | Wimbledon               | US Open                   | US Open                   |
| ----- | ------------------------------ | ------------------------- | ----------------------------- | ------------------------ | ----------------------------- | ----------------------- | ------------------------- | ------------------------- |
| 2005  | -                              | -                         | -                             | -                        | 1er tour (1/32) E. Linetskaya | D. Chládková V. Razzano | 1er tour (1/32) S. Foretz | Amy Frazier Alina Jidkova |
| 2006  | 1er tour (1/32) B. Z. Strýcová | D. Hantuchová Ai Sugiyama | 1er tour (1/32) Maureen Drake | Li Ting Sun Tiantian     | 2e tour (1/16) Maureen Drake  | Lisa Raymond S. Stosur  | -                         | -                         |
| 2007  | 1er tour (1/32) Emma Laine     | B. Mattek Shenay Perry    | -                             | -                        | 2e tour (1/16) B. Z. Strýcová | M. Bartoli Meilen Tu    | -                         | -                         |
| 2008  | 3e tour (1/8) B. Z. Strýcová   | Yan Zi Zheng Jie          | -                             | -                        | -                             | -                       | -                         | -                         |
| 2009  | -                              | -                         | 1er tour (1/32) Eva Hrdinová  | Dzehalevich A. Klepač    | 1er tour (1/32) Eva Hrdinová  | Julie Ditty Dzehalevich | -                         | -                         |

Sous le résultat, la partenaire ; à droite, l’ultime équipe adverse.

### En double mixte
| Année | Open d'Australie | Open d'Australie | Internationaux de France   | Internationaux de France | Wimbledon                  | Wimbledon                 | US Open                    | US Open                 |
| ----- | ---------------- | ---------------- | -------------------------- | ------------------------ | -------------------------- | ------------------------- | -------------------------- | ----------------------- |
| 2005  | -                | -                | 2e tour (1/8) Mark Knowles | S. Stosur Paul Hanley    | -                          | -                         | 2e tour (1/8) Mark Knowles | Rennae Stubbs Bob Bryan |
| 2008  | -                | -                | -                          | -                        | 3e tour (1/8) Lukáš Dlouhý | M. Kirilenko Igor Andreev | -                          | -                       |

Sous le résultat, le partenaire ; à droite, l’ultime équipe adverse.

## Parcours en «Premier Mandatory» et «Premier 5»
Découlant d'une réforme du circuit WTA inaugurée en 2009, les tournois WTA « Premier Mandatory » et « Premier 5 » constituent les catégories d'épreuves les plus prestigieuses, après les quatre levées du Grand Chelem.

### En simple dames
| Année |              | Premier Mandatory         | Premier Mandatory            | Premier Mandatory | Premier Mandatory |       | Premier 5 | Premier 5 | Premier 5  | Premier 5 | Premier 5 | Premier 5 | Premier 5 |
| Année | Indian Wells | Miami                     | Madrid                       | Pékin             |                   | Dubaï | Rome      | Canada    | Cincinnati |           | Tokyo     |           |           |
| Année | Indian Wells | Miami                     | Madrid                       | Pékin             |                   | Doha  | Rome      | Canada    | Cincinnati |           | Wuhan     |           |           |
| Année | Indian Wells | Miami                     | Madrid                       | Pékin             |                   |       | Rome      | Canada    | Cincinnati |           |           |           |           |
| 2009  |              | 3e tour (1/16) J. Craybas | 3e tour (1/16) S. Kuznetsova |                   |                   |       |           |           |            |           |           |           |           |
| 2015  |              |                           | 2e tour (1/32) S. Halep      |                   |                   |       |           |           |            |           |           |           |           |

Sous le résultat, l’ultime adversaire.

## Parcours aux Jeux olympiques

### En simple dames
| # | Date       | Nom de l'olympiade         | Surface    | Résultat        | Ultime adversaire | Score         |          |
| - | ---------- | -------------------------- | ---------- | --------------- | ----------------- | ------------- | -------- |
| 1 | 11/08/2008 | Olympic Tennis Event Pékin | Dur (ext.) | 1er tour (1/32) | Alizé Cornet      | 4-6, 6-1, 6-4 | Parcours |

### En double dames
| # | Date       | Nom de l'olympiade         | Surface    | Résultat        | Partenaire     | Ultimes adversaires            | Score         |          |
| - | ---------- | -------------------------- | ---------- | --------------- | -------------- | ------------------------------ | ------------- | -------- |
| 1 | 11/08/2008 | Olympic Tennis Event Pékin | Dur (ext.) | 1er tour (1/16) | Iveta Benešová | Serena Williams Venus Williams | 4-6, 7-5, 6-1 | Parcours |

## Parcours en Fed Cup
| #                                                                            | Date       | Lieu                              | Surface         | Gagnante(s)                     | Perdante(s)                         | Score          |          |
|                                                                              |            |                                   |                 |                                 |                                     |                |          |
| 2004 - 1er tour (groupe mondial) - Italie - République tchèque - 3 : 1       |            |                                   |                 |                                 |                                     |                |          |
| 1                                                                            | 24/04/2004 | Lecce                             | Terre (ext.)    | Libuše Průšová Nicole Vaidišová | Silvia Farina Francesca Schiavone   | Non joué       | Parcours |
|                                                                              |            |                                   |                 |                                 |                                     |                |          |
| 2005 - 1er tour (groupe mondial II) - République tchèque - Japon - 3 : 2     |            |                                   |                 |                                 |                                     |                |          |
| 2                                                                            | 23/04/2005 | Prague                            | Terre (ext.)    | Nicole Vaidišová                | Aiko Nakamura                       | 6-3, 6-1       | Parcours |
| 2                                                                            | 23/04/2005 | Prague                            | Terre (ext.)    | Akiko Morigami                  | Nicole Vaidišová                    | 6-3, 6-2       | Parcours |
|                                                                              |            |                                   |                 |                                 |                                     |                |          |
| 2005 - Barrage (groupe mondial I) - République tchèque - Italie - 2 : 3      |            |                                   |                 |                                 |                                     |                |          |
| 3                                                                            | 09/07/2005 |                                   | Moquette (int.) | Nicole Vaidišová                | Roberta Vinci                       | 6-3, 6-4       | Parcours |
| 3                                                                            | 09/07/2005 | Nicole Vaidišová                  | Moquette (int.) | Francesca Schiavone             | 6-2, 7-5                            |                | Parcours |
| 3                                                                            | 09/07/2005 | Francesca Schiavone Roberta Vinci | Moquette (int.) | Květa Peschke Nicole Vaidišová  | 6-4, 6-4                            |                | Parcours |
|                                                                              |            |                                   |                 |                                 |                                     |                |          |
| 2006 - 1er tour (groupe mondial II) - Thaïlande - République tchèque - 1 : 4 |            |                                   |                 |                                 |                                     |                |          |
| 4                                                                            | 22/04/2006 | Bangkok                           | Dur (ext.)      | Nicole Vaidišová                | Montinee Tangphong                  | 6-0, 6-2       | Parcours |
| 4                                                                            | 22/04/2006 | Bangkok                           | Dur (ext.)      | Nicole Vaidišová                | S. Viratprasert                     | 3-6, 6-2, 6-0  | Parcours |
|                                                                              |            |                                   |                 |                                 |                                     |                |          |
| 2006 - Barrage (groupe mondial I) - France - République tchèque - 3 : 2      |            |                                   |                 |                                 |                                     |                |          |
| 5                                                                            | 15/07/2006 | Cagnes-sur-Mer                    | Terre (ext.)    | Nicole Vaidišová                | Tatiana Golovin                     | 6-1, 3-6, 11-9 | Parcours |
| 5                                                                            | 15/07/2006 | Cagnes-sur-Mer                    | Terre (ext.)    | Nicole Vaidišová                | Nathalie Dechy                      | 6-2, 6-3       | Parcours |
|                                                                              |            |                                   |                 |                                 |                                     |                |          |
| 2007 - 1er tour (groupe mondial II) - Slovaquie - République tchèque - 0 : 5 |            |                                   |                 |                                 |                                     |                |          |
| 6                                                                            | 21/04/2007 | Bratislava                        | Terre (ext.)    | Nicole Vaidišová                | Dominika Cibulková                  | 3-6, 6-4, 7-5  | Parcours |
| 6                                                                            | 21/04/2007 | Bratislava                        | Terre (ext.)    | Nicole Vaidišová                | Daniela Hantuchová                  | 6-2, 6-71, 6-3 | Parcours |
|                                                                              |            |                                   |                 |                                 |                                     |                |          |
| 2008 - 1er tour (groupe mondial II) - République tchèque - Slovaquie - 3 : 2 |            |                                   |                 |                                 |                                     |                |          |
| 7                                                                            | 02/02/2008 | Brno                              | Moquette (int.) | Nicole Vaidišová                | Magdaléna Rybáriková                | 7-5, 6-4       | Parcours |
| 7                                                                            | 02/02/2008 | Brno                              | Moquette (int.) | Nicole Vaidišová                | Dominika Cibulková                  | 3-6, 6-3, 6-1  | Parcours |
| 7                                                                            | 02/02/2008 | Brno                              | Moquette (int.) | Nicole Vaidišová Květa Peschke  | Dominika Cibulková Janette Husárová | 6-1, 2-6, 6-4  | Parcours |

## Classements WTA en fin de saison

### En simple
| Année | 2004 | 2005 | 2006 | 2007 | 2008 | 2009 | 2010 | 2014 | 2015 |
| Rang  | 77   | 15   | 10   | 12   | 41   | 188  | 495  | 615  | 257  |

Source : (en) « Classements de Nicole Vaidišová », sur le site officiel du WTA Tour

### En double
| Année | 2004 | 2005 | 2006 | 2007 | 2008 | 2009 |
| Rang  | 747  | 192  | 187  | 218  | 245  | 481  |

Source : (en) « Classements de Nicole Vaidišová », sur le site officiel du WTA Tour